# خالد الغندور
خالد الغندور (انگلیسی: Khaled El-Ghandour؛ زادهٔ ۲۷ ژوئیهٔ ۱۹۷۰) یک ورزشکار اهل مصر است.
از باشگاه‌هایی که در آن بازی کرده‌است می‌توان به باشگاه ورزشی زمالک، و باشگاه ورزشی کاظمه کویت، باشگاه ورزشی زمالک، و تیم ملی فوتبال مصر اشاره کرد.
وی همچنین در تیم‌های ملی فوتبال Egypt U-23 Egypt Olympic مصر بازی کرده است.